# Битва при Касеросе
Битва при Касеросе (исп. Batalla de Caseros) произошла 3 февраля 1852 года недалеко от города Касерос провинции Буэнос-Айрес, Аргентина. В ней сошлись войска Буэнос-Айреса под командованием Хуана Мануэля де Росаса и «Великая армия» (Ejercito Grande) во главе с Хусто Хосе де Уркисой при поддержке бразильских и уругвайских контингентов. «Великая армия» Уркисы нанесла решительное поражение войскам Росаса, который после этого бежал в Великобританию. Это сражение является завершающим этапом лаплатской войны и стало крупным событием в истории Аргентины, приведя к свержению многолетней диктатуры Росаса.

## Предыстория

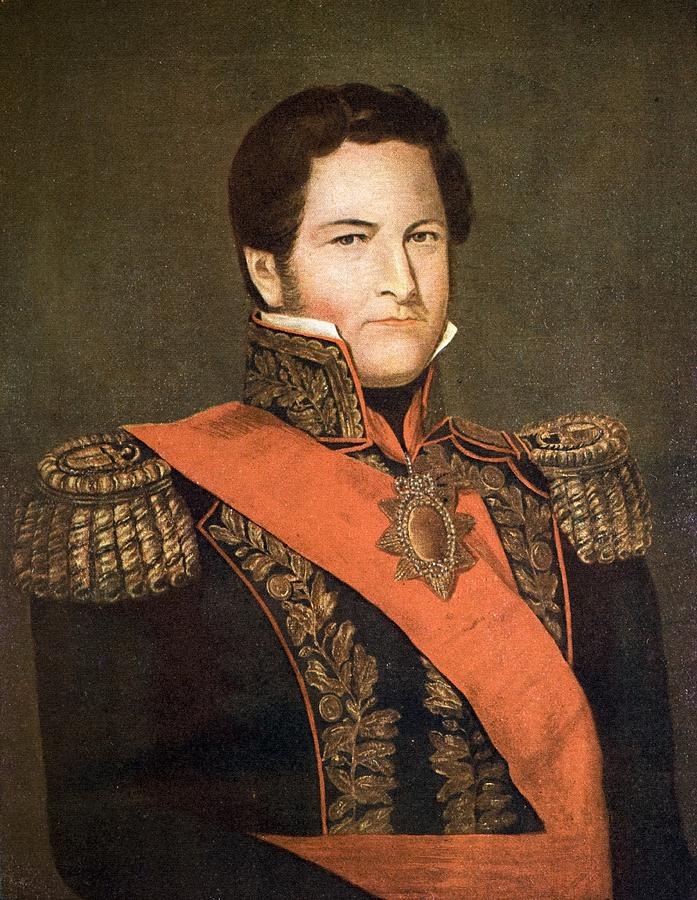
Хуан Мануэль де Росас

После завоевания независимости Аргентины от испанского владычества в 1816 году в стране разгорелась ожесточенная борьба между либералами и консерваторами, что усугублялось сильнейшим сепаратизмом провинций, особенно внутренних, не имевших выхода к морю и опасавшихся установления твердой власти Буэнос-Айреса, основанного на контроле над единственным крупным портом и таможней. В каждой из провинций власть перешла к местным атаманам «каудильо», считавшихся с центральной властью постольку, поскольку было выгодно им самим.

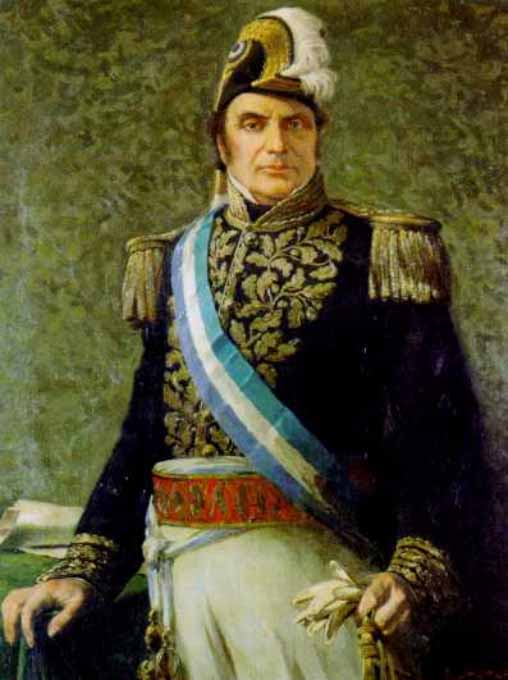
Ху́сто Хосе́ де Урки́са-и-Гарси́я

Большая часть населения Буэнос-Айреса, состоящая из независимых скотопромышленников, стремилась в свою очередь стать в главе федерального правления. Их возглавил Хуан Мануэль де Росас. Различными интригами и хитростью он настолько сумел расположить к себе народ, что в 1829 году был избран губернатором Буэнос-Айреса и главою Аргентинской конфедерации.
В начале своей политической деятельности Росас снискал популярность своими походами против индейцев-арауканов, совершавших опустошительные набеги на аргентинские поселения. Походы Росаса вынудили индейцев уйти за Рио-Колорадо, сам же Росас, демонстративно удалившись от общественной деятельности, некоторое время жил на своих плантациях. В этот период он исподволь подготавливал захват власти, используя для этого свои огромные богатства и инспирируя беспорядки в Буэнос-Айресе. Позиционируя себя как единственную сильную личность, способную обеспечить порядок в стране, в 1835 году он сумел добиться, чтобы его выбрали диктатором на 5 лет и затем два раза возобновляли диктатуру, так что он пробыл неограниченным правителем до 1852 года. В течение его правления в Аргентине ни разу не созывали национального конгресса. Росас проявил себя как хитрый, смелый и жестокий тиран, у которого цель оправдывала средства. Для удержания власти он прибегал к тайным и явным убийствам своих политических противников.
В этот период в Аргентине насаждался настоящий культ личности Росаса. Так, в его честь месяц октябрь был переименован в месяц Росас, а день рождения диктатора (30 мая) был объявлен национальным праздником. Ни одно публичное выступление не обходилось без ссылок на его высказывания или панегирика его «славным деяниям».
Противники Росаса называли себя «унитариями» и настаивали на необходимости централизованного управления страной. На внутриполитической арене Росас выступал как сторонник «федерализма», который служил удобной ширмой, прикрывавшей своеволие и произвол провинциальных каудильо. В этот период аргентинское государство формально являлось конфедерацией провинций и не имело даже номинального главы. За внешние сношения отвечал губернатор провинции Буэнос-Айрес, которому полномочия на это каждый год формально добровольно передавали остальные провинции. Поскольку пост губернатора Буэнос-Айреса бессменно занимал Росас, он фактически являлся диктатором всей Аргентины при показном уважении к самостоятельности провинций.
На внешней же арене Росас позиционировал себя как противник вмешательства европейских держав в американские дела. В 1845 году Росас пришел на помощь лидеру партии Бланко Мануэлю Орибе, избранному президентом Уругвая, против партии Колорадо Риверы, захватившего Монтевидео. Для этого он послал войска на помощь Орибе, осадившему уругвайскую столицу. Росас также приказал аргентинскому флоту начать блокаду города. В этот конфликт вмешались Франция и Великобритания, которые не только воспрепятствовали блокаде Монтевидео, но и сами объявили блокаду Рио-де-ла-Платы под предлогом защиты иностранных подданных в Аргентине. Морская блокада Аргентины со стороны Великобритании продолжалась до 1849 года, а со стороны Франции до 1850.
Не сумев взять Монтевидео военными средствами, Росас решил прибегнуть к экономическим и приказал аргентинским провинциям прекратить всякую торговлю с ним. Однако эта мера привела к результату, который он никак не ожидал — приграничная провинция Энтре-Риос, извлекавшая большие выгоды из этой торговли, восстала против него. 1 мая 1851 года губернатор Энтре-Риос каудильо Уркиса, влияние которого распространялось сразу на несколько провинций, открыто перешел на сторону противников Росаса. Затем к восстанию против Росаса присоединилась провинция Корриентес, которой управлял Бенхамин Вирасоро. Сознавая недостаточность сил восставших провинций, Уркиса решил сражаться в союзе со всеми противниками Росаса и вторгся в Уругвай. Он вместе с бразильскими войсками и уругвайцами-колорадос окружил союзные силы росистов в Уругвае и войска партии Бланко и 19 октября заставил Орибе, оказавшегося между молотом и наковальней, капитулировать. Очень скоро вся территория Уругвая была очищена от сил росистов. Аргентинские солдаты сдавшейся армии Орибе были включены в состав армии Уркисы, а уругвайские вошли в состав войск партии «колорадо». Бразильцы взяли большую цену за свою помощь, аннексировав приграничную полосу территории на севере Уругвая и вынудив новые власти объявить Бразилию гарантом независимости Уругвая.
21 ноября в Монтевидео представители Бразилии, Уругвая и аргентинских провинций Энтре-Риос и Корриентес сформировали военный союз, целью которого было провозглашено «освобождение народа Аргентины от гнета тирана Росаса».
Это событие воодушевило всех противников Росаса и они начали со всех сторон начали стекаться в армию Уркисы. Уругвайцы из партии «колорадо» составили отдельный контингент в составе коалиции. Большую и разнообразную помощь силам Уркисы, претенциозно названной «Великой армией» («Ejército Grande»), оказала Бразилия.
Уркиса смог набрать против Росаса большую армию, но не имел средств для её финансирования. Эти средства ему предоставила Бразилия через крупного бразильского банкира барона ди Мауа. Этот кредит был объявлен Уркисой национальным долгом Аргентины.

## Силы сторон

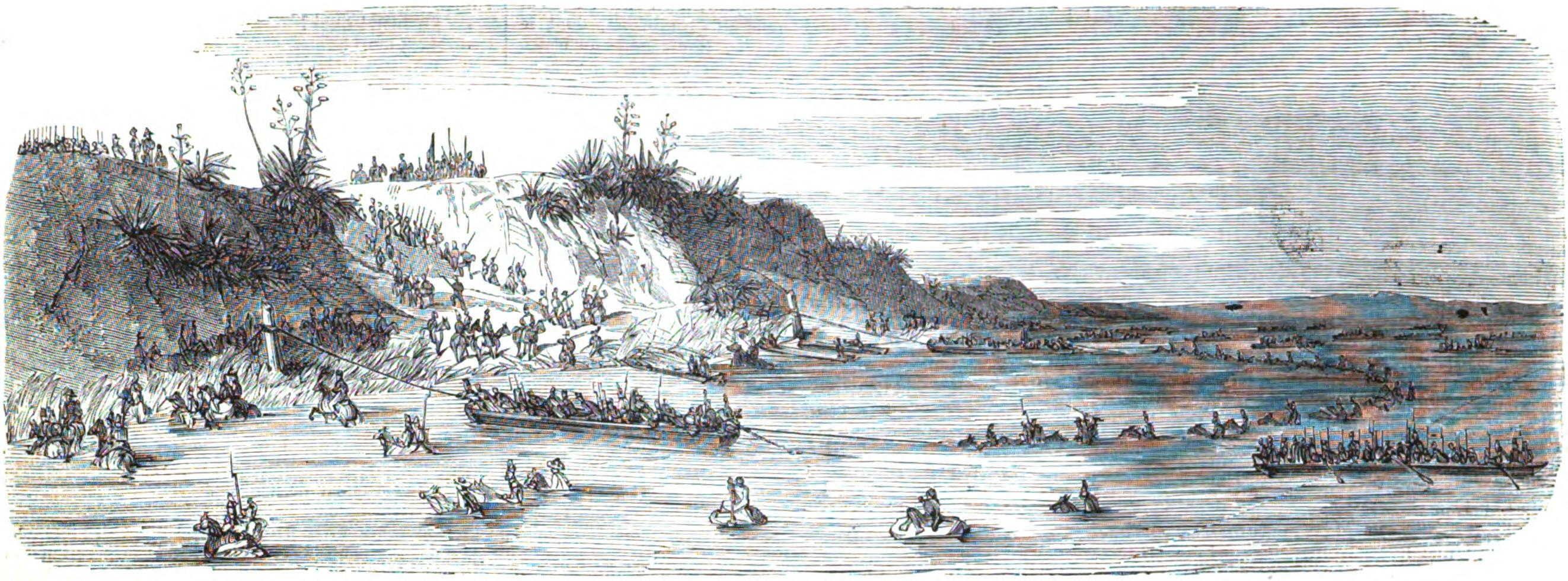
Форсирование «Великой армией» Уркисы реки Парана.

Уркиса объявил мобилизацию всего мужского населения и в провинции Энтре-Риос сумел набрать 10 или 11 тысяч человек, что было невероятным напряжением для провинции, насчитывавшей тогда лишь 46 тысяч жителей. Около 5 тысяч солдат дали провинция Корриентес и ещё столько же другие аргентинцы-противники Росаса. Уругвайские «колорадос» предоставили 1500 солдат, а Бразилия — по разным данным, от 3500 до 4000 солдат. Но при этом все участвовавшие в сражении бразильцы были хорошо обученными профессиональными солдатами, значительно превосходившие своей подготовкой обычных ополченцев.
«Великая армия» Уркисы насчитывала 15-16 тысяч кавалеристов, 9-10 тысяч пехотинцев, 1000—1500 артиллеристов и 2000 вспомогательного персонала, всего от 24 до 28 тысяч человек. На вооружении она имела, по разным данным, 45-50 пушек и 1-2 батареи ракет Конгрива
Большую поддержку «Великой армии» оказал бразильский флот, который прибыл в Монтевидео 4 мая 1851 года. В его составе находился один фрегат, семь корветов, три брига и шесть пароходов. Всего бразильская армада состояла из 59 кораблей различных типов: 36 боевых парусных корабля, 10 боевых пароходов, 7 невооруженных парусных кораблей и 6 парусных транспортных судна. Бразильский флот использовался как в сражениях, так и для перевозки пехоты и артиллерии «Великой армии» к месту битвы (кавалерия шла по суше), что также имело важное значение, поскольку частям "Великой армии" требовалось преодолеть большие расстояния до места битвы.
К наступлению на Буэнос-Айрес готовилась и вторая группа союзнических войск под командованием Силвы, состоявшая преимущественно из бразильских солдат (12 тысяч), остававшаяся в уругвайском городе Колония-дель-Сакраменто. Её предполагалось высадить в виде морского десанта непосредственно в порту Буэнос-Айреса. Силва на пароходе «Дом Афонсу» (который был назван в честь покойного принца Афонсу) прибыл в порт Буэнос-Айреса, чтобы лично выбрать наилучшее место для высадки десанта. Он опасался, что ему придется одолеть аргентинскую флотилию, базировавшуюся в порту, но та не предприняла никаких враждебных действий, и он в безопасности вернулся в Сакраменто, чтобы продолжить подготовку к нападению. Однако морская атака была отменена до её начала, так как пришла весть о победе союзных войск в сухопутной битве при Касеросе. Таким образом, основная часть бразильских войск не приняла участия в сражении, находясь вне поля решающей битвы.
Командирами «Великой армии» были ди Соса, Мануэль Луис Осорио, Хосе Мария Пиран, Хосе Мигель Галан, заменивший Гарсона после его неожиданной смерти в декабре 1851 года, Хусто Уркиса и будущие аргентинские президенты — Бартоломе Митре и Доминго Сармьенто. Они сформировали Военный совет, и отдали приказ армии начать наступление.
Получив известие о вторжении сил союзников, Росас действовал необычайно медленно, что некоторые историки объясняют его возрастом — ему тогда было почти 59 лет и он утратил былую энергию. Росас собрал намного меньше сил, чем мог бы, если бы получил подкрепления из провинций. Провинциальные каудильо на словах поддержали его и гневно осудили «грязное предательство» Уркисы, но не прислали ему подкреплений. Поэтому Росасу пришлось полагаться лишь на силы Буэнос-Айреса, составившие 22-23 тысячи человек. Его армия насчитывала 12 тысяч кавалеристов, 10 тысяч пехотинцев и тысячу артиллеристов при 45-60 пушках и 1 батарее ракет Конгрива.
Первоначально назначенный Росасом главнокомандующий Анхель Пачеко подал в отставку, сославшись на то, что боевой дух его подчиненных находится на очень низком уровне, а его офицеры не подчиняются ему беспрекословно.
Не сумев найти другого подходящего генерала для своей армии или не доверяя им, Росас лично принял командование своей армией. Это был неудачный выбор, так как он, являясь великим политиком и организатором, не обладал талантом военачальника. Росас не маневрировал, выбирая поле битвы и не отступал в столицу, чтобы её оборонять, а просто ждал подхода противника, чтобы сразиться с ним.
Из-за многочисленных случаев дезертирства, включая отставку Пачеко, и низкого морального духа росистских войск некоторые историки и военные аналитики пытаются оправдать поражение Росаса, утверждая, что сражение было проиграно им заранее. Тем не менее, у его противников также было множество случаев дезертирства. Так, на сторону Росаса перешел целый полк Акино, состоявший из ветеранов, более 15 лет верно служивших диктатору и очень преданных ему. Солдаты этого полка восстали и убили своего командира Педро Леона Акино и, перебив всех остальных офицеров, перешли на сторону росистов.
29 января, в битве при Альварез Филд, передовой отряд союзников разбил четырёхтысячное войско росистов, которое были отправлено генералом Анхелем Пачеко, чтобы замедлить наступление союзников. Пачеко бежал. Спустя два дня, две союзные дивизии в битве при Маркес Бридж нанесли поражение войскам, которыми генерал Пачеко командовал лично. 1 февраля 1852 года, союзные войска разбили лагерь в девяти километрах от Буэнос-Айреса. На следующий день, после короткой перестрелки между головными отрядами двух армий, росисты снова бежали.

## Ход сражения

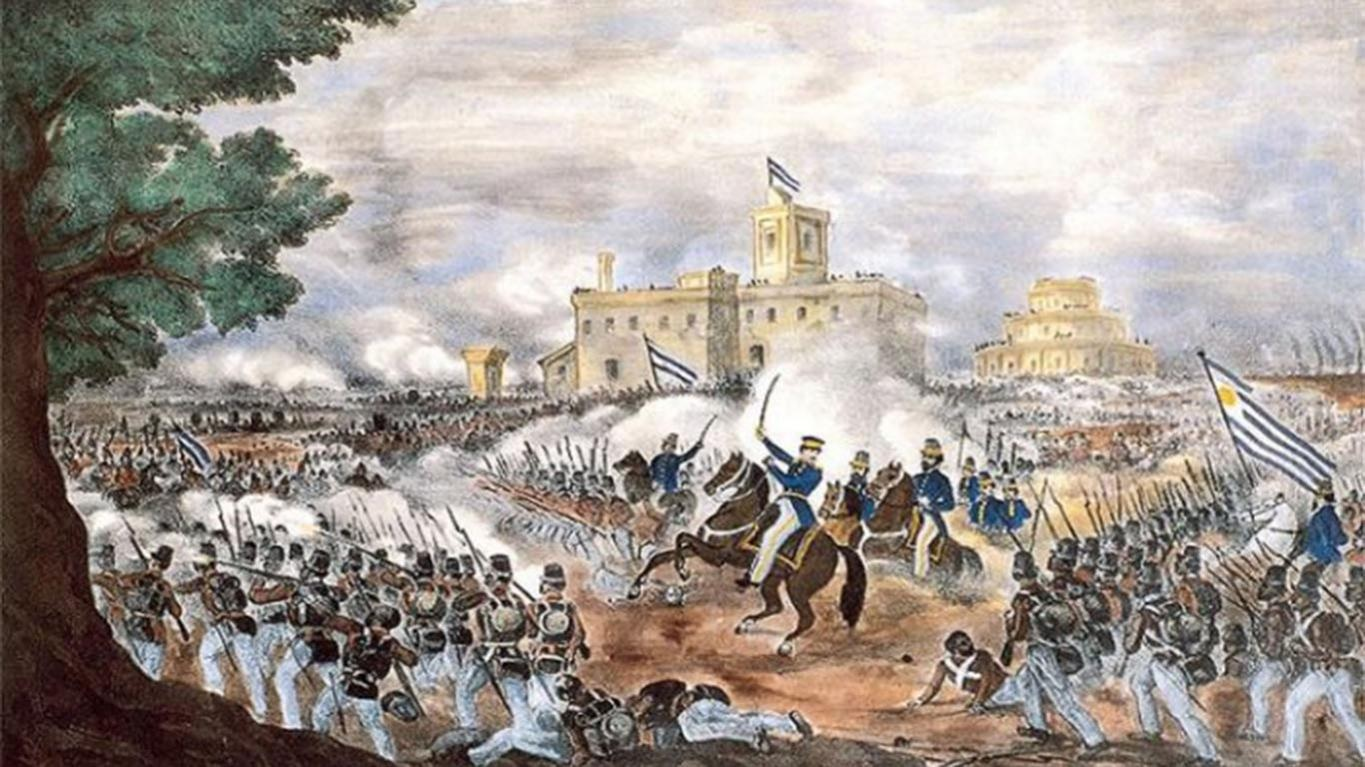
Битва при Касеросе; уругвайская пехота оказывает помощь Энтре-Риосской кавалерии

Решающая битва двух армий произошла 3 февраля в местечке близ городка Касерос и длилась около 6 часов, с 9 утра до 3 часов дня. Поразительно, но в сражении с участием почти 50 тысяч солдат было убито только несколько сотен человек.
Росас для своих войск выбрал позиции на склоне высокого холма при Касеросе, находившемся на другой стороне бухты Морон. Его ставка располагалась в поместье, стоявшем на самой высокой точке города Касерос.
Уркиса не управлял сражением в качестве главнокомандующего, что было бы естественно для любого европейского генерала, а предоставил подчиненным офицерам действовать так, как они сами посчитают нужным. Вместо командования армией Уркиса лично бросился в безрассудную атаку во главе энтре-риоской кавалерии на левом фланге.
Тем временем бразильская пехотная бригада при поддержке уругвайского и аргентинского кавалерийских эскадронов захватила круглое здание голубятни Паломар, расположенное на правом фланге Росаса. После того как оба фланга росистов рухнули, только их центр продолжал сражение, которое свелось к ружейно-артиллерийской дуэли.
В центре самое упорное сопротивление оказали части росистской пехоты во главе с Диасом и артиллерия полковника Мартиниано Чилаверта. Когда у него закончились боеприпасы, он приказал собрать разбросанные вокруг вражеские ядра и пули и стрелять ими. А когда у росистской пехоты и артиллерии закончился порох и было уже совершенно нечем стрелять, она должна была сложить оружие перед наступающей бразильской пехотой, что положило конец всей битве.
Битва при Касеросе завершилась полной победой союзников. Несмотря на то, что они начинали битву с худших позиций, солдаты союзников в сражении, длившемся почти весь день, смогли разгромить войска Росаса. Аргентинский диктатор, раненый пулей в руку, сумел сбежать за считанные минуты до того, как союзные войска добрались до его ставки. Замаскировавшись под моряка, он отыскал британского посла в Буэнос-Айресе Роберта Гора и попросил убежища. Посол согласился забрать де Росаса и его дочь Мануэлиту. Диктатор подал в отставку и на борту британского фрегата «Кентавр» отплыл в Великобританию, где он провел последние двадцать пять лет своей жизни.
В официальном отчете победителей сообщалось, что у союзников было ранено или убито 600 человек, в то время как потери росистов составили 1,4 тысяч человек убитыми и ранеными, а 7 тысяч их солдат было захвачено в плен. Однако, по мнению ряда историков, учитывая время и размах сражения, эти данные могут быть заниженными.
После битвы Уркиса проявил себя как жестокий завоеватель — все захваченные солдаты полка Акино были беспощадно расстреляны как изменники, а их тела повешены на деревьях в захваченной победителями резиденции диктатора Палермо Сан-Бенито. Также без суда и следствия были казнены некоторые высшие росистские офицеры.
Позднее преданы суду и казнены ряд видных членов масорки — террористической организации, руками которой Росас расправлялся с политическими противниками, в том числе её оперативный руководитель — Кирьяко Куитиньо (исп. Ciriaco Cuitiño) и другой её видный лидер Леандро Антонио Ален, другие приговорены к тюремному заключению.
В ознаменование победы войска союзников промаршировали по улицам Буэнос-Айреса. В параде участвовала и бразильская армия, настоявшая на том, чтобы их триумфальная процессия состоялась 20 февраля, в знак возмездия за поражение, которое она испытала в битве при Итусаинго ровно 25 лет назад. Сообщалось, что население Буэнос-Айреса смотрело на парад бразильцев молча, с чувством стыда и враждебности.

## Результаты
Победа «Великой армии» положила конец 20-летнему правлению Росаса в качестве губернатора Буэнос-Айреса и фактически диктатора всей Аргентины. Временное правительство, образованное Уркисой, конфисковало принадлежавшие Росасу обширные имения и громадные стада скота, а сам Росас был в 1861 году заочно приговорён к смертной казни. Впрочем, впоследствии Росасу с помощью адвокатов удалось вернуть часть своих владений.
В мае 1852 года Уркиса стал временным правителем Аргентинской конфедерации. В 1853 году Конституционная ассамблея приняла конституцию, которая базировалась в основном на идеях Хуана Баутисты Альберди. По новой конституции Аргентина провозглашалась федеративной республикой с представительной формой правления и разделением властей, сильной президентской властью, получив официальное название «Аргентинская нация». В соответствии с конституцией Уркиса вступил на должность президента в марте 1854 года.